# Claude Gutmann
Pour les articles homonymes, voir Gutmann.
Claude Gutmann (nom de totem : « Griffon »), né le 27 février 1914 à Paris et mort en janvier 1945 dans les Marches de la mort (Shoah), est un commissaire des Éclaireurs israélites de France (E.I.F). et responsable du réseau de résistance, « la Sixième », qui agit en région lyonnaise. Il joue un rôle important dans le sauvetage d'enfants juifs du camp de Vénissieux le 26 août 1942. Il est déporté par le Convoi n° 62 du 20 novembre 1943, de Drancy vers Auschwitz.

## Biographie
Claude Gutmann est né le 27 février 1914 à Paris,.
Il est le fils du docteur René-Albert Gutmann (1885-1981), professeur de médecine réputé et futur membre de l'Académie de médecine, et de Pauline Kiefe (1889-1987). Ses parents divorcent. Après le divorce de ses parents, il est élevé par sa mère.
Pauline Kiefe se remarie avec Julien Lévy. Ils auront 3 enfants : Gilbert Lévy (1919?-1986), Ginette Lévy (1921-2012), et Jean-Jacques Lévy (1923-1943), Ce dernier fait partie de la résistance à Lyon. À Chambéry (Savoie), il se tue à l'âge de 20 ans en se jetant par une fenêtre, pour échapper à sa capture par les Allemands.

### Scoutisme
En 1933, il est un des fondateurs de la Jeunesse Libérale Israëlite (affilié à l'Union libérale israélite de France, à la synagogue Copernic, située au située 24, rue Copernic, dans le 16e arrondissement à Paris), qu'il va animer et diriger et où il crée le groupe scout local Joseph de Naxos.

### Seconde Guerre mondiale
Lorsque la Seconde Guerre mondiale éclate, il travaille dans l'affaire de son beau-père, Julien Lévy, commissionnaire en marchandises pour des maisons allemandes et anglaises.
Il est mobilisé en 1939. En raison de ses connaissances en anglais, il est affecté à la liaison entre l'armée française et l'armée britannique. L'unité anglaise où il est rattaché est faite prisonnière. Malade, il est hospitalisé au Val-de-Grâce et évite ainsi la captivité. Il rejoint sa mère à Lyon. 
Après juin 1940, il devient commissaire régional des Éclaireurs israélites de France (E.I.F.). en zone sud. Quand ceux-ci sont dissous, il travaille dans la clandestinité et entre dans la Sixième.

#### Camp de Vénissieux
Le camp de Vénissieux (ou camp de Vénissieux-Saint-Fons), situé 25-27 avenue de la République à Vénissieux (Métropole de Lyon), fut utilisé notamment pour l'internement des juifs apatrides lors des rafles de l'été 1942.
Dans le cadre de la grande rafle du 26 août 1942, 1 016 juifs considérés comme apatrides sont arrêtés puis internés dans le camp de Vénissieux. 546 partiront de Lyon pour le camp de Drancy.
Une nouvelle circulaire des autorités de Vichy venant de paraître stipule que les orphelins ne feraient pas partie des personnes déportées. Flouant les autorités, des œuvres charitables avec Claude Gutmann vont s'introduire dans le camp et faire signer à des détenus en partance des actes de délégation de paternité pour laisser à leurs enfants une chance de survie. 
108 enfants sont ainsi exfiltrés durant la nuit du 28 au 29 août (quatre seront repris et assassinés, 9 enfants retrouveront leurs parents). À l'extérieur du camp de nombreux relais seront nécessaires pour les cacher jusqu'à la fin de la guerre.
Ce sauvetage est un des plus spectaculaires de la Seconde Guerre mondiale auquel participent le cardinal Gerlier, Archevêque de Lyon, qui couvre de son autorité morale les actions illégales du groupe de Résistance "L'Amitié Chrétienne" (l’abbé Glasberg, le Révérend Père Chaillet et Jean-Marie Soutou) mais aussi le Pasteur Boegner, Madeleine Barot et la CIMADE, le docteur Joseph Weill, Charles Lederman, Elisabeth Hirsch, Hélène Levy ainsi que l’OSE (Œuvre de secours aux enfants), Gilbert Lesage et le Service Social des Etrangers.

#### Toulouse, puis Nice
Trop connu à Lyon, il va à Toulouse, où il ne reste pas longtemps. Il prend le nom de Claude Duprat (nom d'un voisin d'avant-guerre). Il va ensuite à Nice.

#### Arrestation
À Nice, il y a l'équipe « Sixième - Education physique » (du mouvement des Jeunesses sionistes, MJS) et d'autres équipes dont le « Service André » fondé par Joseph Bass, un juif russe résistant.
Celui-ci avait recruté une infirmière corse qui avait rendu des services à des œuvres juives et recommande que le groupe des MJS prenne contact avec elle. Le mardi 23 septembre 1943, Claude Gutmann a deux rendez-vous, dont un au couvent des Jésuites, 8 rue Mirbeau à Nice. 
Seules deux personnes sont au courant de ces rencontres : l'infirmière et Denise Caraco (nom de totem "Colibri"), cheftaine E.I. de Marseille œuvrant dans le « Service André » qui fait le guet.
Une Citroën Traction Avant noire intercepte Claude Gutmann. Pour le deuxième rendez-vous rue Mirbeau, les Jésuites ont juste le temps de prévenir de la souricière, ses amis.
D'autres personnes en contact avec l'infirmière sont arrêtées.
Henri Wahl, responsable de la Sixième accourt à Nice. Il n'arrive pas à entrer en communication avec Claude Gutmann qui est maintenu au secret. Il guette à la sortie de la prison. Il suit le convoi qui amène Claude Gutmann à la gare de Nice. Il siffle l'appel scout pour que Claude Gutmann se manifeste. De Drancy, clandestinement, Claude Gutman fait parvenir le message qu'il a entendu le sifflet, qui le réconforte.

#### Déportation
Claude Gutmann est déporté le 20 novembre 1943, de Drancy vers Auschwitz. Sa dernière adresse est au 1, rue de la Terrasse à Nice (Alpes-Maritimes).
Il est envoyé au sous-camp de Monowitz, où il travaille dans une usine de margarine. Il retrouve des amis de la Sixième : Roger Climaud, Jacques Feuerstein et Roger Appel. Ils se retrouvent à l'appel du soir et s'encouragent mutuellement. Roger Climaud qui survit témoigne que Claude Gutmann est formel : la trahison venait de l'infirmière et qu'il n'a pas parlé sous la torture.

### Mort
Selon le témoignage de Jean-Paul Blum, un survivant, ancien E.I. de Strasbourg, Claude Gutmann est en vie et en bonne forme au moment de l'évacuation du camp le 18 janvier 1945. Il espère s'en sortir vivant. Il survit au trajet à pied (60 km dans la neige, par −40 degrés Celsius) jusqu'à Gleiwitz mais pas à la suite : le voyage dans les wagons à bestiaux jusqu'à Buchenwald, d'une durée de 8 jours, avec pour seule nourriture de la neige fondue. Claude Gutmann est mort dans les Marches de la mort en janvier 1945.